# Luis Espinal Camps
Luis Espinal Camps, conocido también como Lucho Espinal (San Fruitós de Bages, 2 de febrero de 1932-La Paz, 21 de marzo de 1980), fue un poeta, periodista, cineasta y religioso jesuita español nacionalizado boliviano.
Camps, con una relevante actividad en cine y medios de comunicación, denunció de la injusticia social y los abusos de poder y del sistema en el mundo. Su labor profesional estuvo siempre orientada a abogar por espacios de justicia, libertad e igualdad. Desarrolló gran parte de su actividad en Bolivia, donde adquirió relevancia y fue asesinado por la misma.
En junio de 2015 la Asamblea Nacional de Bolivia creó la condecoración Orden al Mérito "Padre Luis Espinal Camps" en reconocimiento a quien profese fe religiosa y destaque por defender a gente enferma, marginada y pobre.
La Asamblea Permanente de Derechos Humanos de Bolivia ha abierto un proceso de beatificación de Luis Espinal. Durante la visita del papa Francisco en 2015 a Bolivia se le pidió apoyo para el mismo.

## Biografía
Luis Espinal Camps (Lucho Espinal) nació el 2 de febrero de 1932 en la ciudad de San Fructuoso de Bages, cerca de Manresa, en la provincia de Barcelona, Cataluña (España).
Entre los años 1944 y 1949 estudia secundaria en el colegio y seminario menor de San José en Roquetas (Tarragona). El 17 de agosto de 1949: ingresa al noviciado jesuita (de la Compañía de Jesús) en Veruela en Zaragoza. Emite los primeros votos como jesuita el 15 de agosto de 1951.
Estudia Humanidades y Literatura Clásica Grecolatina entre los años 1951 y 1953. Es profesor de Literatura Griega y Poesía Latina en el colegio de San Pedro Claver para estudiantes jesuitas. También obtiene la licenciatura de Filosofía en la Universidad Civil de Barcelona, con la tesis La Antropología de Lucrecio.
En 1959 comienza los estudios de teología en la Facultad Eclesiástica de San Cugat del Vallés (provincia de Barcelona) que acabaría en el año 1963 con la tesis Teología y simbología. En julio de 1962 es ordenado sacerdote en la ciudad de Barcelona.
En 1964 se traslada a Italia para estudiar cine y televisión en Scuola Superiore de Giornalismo e Mezzi Audiovisuali de la Universidad del Sacro Cuore de Milán  en Bérgamo. Allí comenzó la redacción de las Oraciones a quemarropa, muy conocidas en Bolivia.
Una vez finalizados los estudios de cine y televisión vuelve a España y comienza a realizar sus primeros trabajos en medios de comunicación. Trabaja en Televisión Española donde le censuran un programa llamado Cuestión urgente lo que le hace dimitir.

### En Bolivia
En 1968 es destinado como misionero a Bolivia. Llega el 6 de agosto de 1968 a La Paz. Entre 1969 y 1979 trabaja como crítico cinematográfico en el matutino.
En 1970 adquiere la nacionalidad boliviana y produce el programa de televisión: En carne viva en el canal estatal. Al año siguiente empieza a trabajar en radio Fides donde permanecería hasta su asesinato en 1980.
En 1976 funda, junto a otros, la Asamblea Permanente de Derechos Humanos de Bolivia (APDHB) y colabora en la película Chuquiago. En diciembre de año siguiente participa activamente en la huelga de hambre de 19 días protagonizada por de las mujeres mineras para pedir amnistía para los presos políticos de la dictadura de Hugo Banzer Suárez.  Ese mismo año entra como director en el semanario Aquí.
Se desempeñó como sacerdote jesuita, cineasta, comunicador social y radialista en su labor pastoral en Bolivia. Sus posturas contrarias a las dictaduras y su apoyo a los movimientos mineros, especialmente a las huelgas antidictatoriales de trabajadores y sus esposas, encabezadas por Domitila Barrios de Chungara (1937-2012), le valieron enemistades en líderes militares como Luis García Meza Tejada.

### Asesinato
En enero de 1980, según pruebas documentales, el narcotraficante y militar Luis Arce Gómez (n. 1938), junto al futuro dictador Luis García Meza, confeccionaron una lista negra con 115 personas que debían ser eliminadas antes del golpe de Estado que perpetrarían el 17 de julio de 1980 contra la presidenta Lidia Guéiler (1921-2011). En ella figuraban dirigentes políticos y sindicales, militares, intelectuales, periodistas y sacerdotes.
Espinal fue elegido porque como director del semanario Aquí «iba a hacer una denuncia por un negociado, corrupción en la compra de unos aviones Hércules» por un monto de 0.7 millones de dólares estadounidenses (2.1 millones de dólares en 2016) cada uno.
En la noche del 21 de marzo de 1980, Luis Espinal fue detenido por militares y paramilitares del Ministerio del Interior.
Su cuerpo fue hallado con marcas de tortura en la tarde del día siguiente en el kilómetro 8 del camino a Chacaltaya, junto al río Choqueyapu. A su entierro asistieron unas 80.000 personas. Tres días después fue asesinado en El Salvador, monseñor Romero.

### Beatificación
En mayo de 2015 la Asamblea Permanente de Derechos Humanos de Bolivia (APDHB), de la que espinal fue cofundador, emitió una resolución para conseguir la beatificación de Espinal. A dicha resolución se sumaron cinco entidades más entre las que destacaron la Universidad Mayor de San Andrés y cuenta con el apoyo de la Compañía de Jesús.
Osvaldo Chirveches, responsable de los jesuitas en Bolivia en el año 2015 manifestó: 

Si a Lucho Espinal se le considera mártir por la fe, es decir, que ha muerto por su fe, entonces ya después vienen los pasos siguientes de llamarle Siervo de Dios, beato y después santo.

### Visita del papa Francisco de julio de 2015
En la visita realizada por el papa Francisco en julio de 2015 a Bolivia, este homenajeó a Luis Espinal orando en el lugar donde fue hallado el cadáver en el barrio Villa de las Nieves, cerca de Achachicala. La Asamblea Permanente de Derechos Humanos de Bolivia
El miércoles 8 de julio de 2015, el papa Francisco oró por el padre Espinal frente a las montañas en las que fue hallado su cadáver.
Al día siguiente, el presidente de Bolivia, Evo Morales, le regaló al papa Francisco una réplica del «crucifijo comunista» que el sacerdote jesuita Luis Espinal Camps realizó en los años setenta para expresar la unión del mundo cristiano con las ideas marxistas.

## La condecoración Orden al Mérito "Padre Luis Espinal Camps"

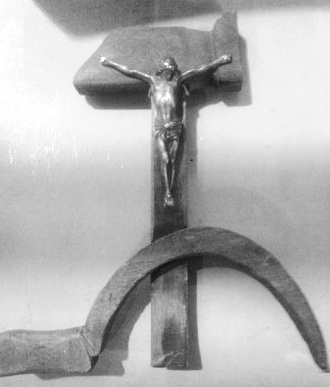
El «crucifijo comunista» que Luis Espinal talló en los años setenta. El 9 de julio de 2015, Evo Morales le regaló al papa Francisco una réplica de este crucifijo.

En junio de 2015 la Asamblea Legislativa de Bolivia creó condecoración especial "Luis Espinal"  para otorgársela al papa Francisco en la visita que este iba a realizar en julio a Bolivia. El martes 30 de junio de 2015 el pleno de la Cámara de Senadores sancionó el proyecto de ley que instituye la Condecoración de la Orden al Mérito "Padre Luis Espinal Camps". Esta condecoración es atribución del Presidente del Estado, mediante una Resolución Suprema.  Será conferida previa decisión unánime del Consejo de la Orden que deberá estudiar todos los requisitos y méritos de la persona propuesta. El Ministerio de Relaciones Exteriores será quien elabore un expediente en el que se haga constar todos los antecedentes del candidato, los méritos y servicios prestados. El primer condecorado por la Orden al Mérito "Padre Luis Espinal Camps" fue el papa Francisco.

## Libros
- 1972: Géneros cinematográficos; primera edición: 56 págs.; segunda edición (1977): 166 págs.
- 1970: Historia del cine, 1945; publicado en 1972, 99 págs.
- 1972: Lenguaje cinematográfico; primera edición: 147 págs.; segunda edición (1977): 181 págs.
- 1973: Directores de cine, 159 págs.
- 1947: Psicología y cine, 160 págs.
- 1975: El cine frente a la televisión, 64 págs.
- 1976: Simbología en el cine, 121 págs.
- 1976: Narrativa cinematográfica, 114 págs.
- Sociología del cine
- 1979: El cine como mito, 140 págs.
- 1980: Técnica del guion cinematográfico.
- 1980: El grito de un pueblo (Lima).
- 1988: Oraciones a quemarropa (Lima). Archivado el 26 de marzo de 2017 en Wayback Machine.
- 2010: El lenguaje de las historietas y el cine (199 págs.). La Paz: Fundación Simón I. Patiño, Cinemateca Boliviana, 2010.

## Filmografía

### Cine
- 1966: Bartolomeo Colleoni. Documental en blanco y negro, grabado en 35 mm con una duración de 45 minutos. Participó como asistente de dirección y de montaje.[12]
- 1966: Noche iluminada. Documental en blanco y negro. Participó como guionista.[12]
- 1969: Pistolas para la paz. Documental dirigido y guionado por Luis Espinal.[12]
- 1977: Chuquiago. Largometraje a colores de Antonio Eguino, grabado en 35 mm, de 87 minutos de duración. Espinal participó como encargado de continuidad y asesor general.[12]
- 1978: El embrujo de mi tierra. Largometraje a colores de Jorge Guerra, grabado en 35 mm, de 90 minutos de duración. Espinal colaboró en el guion técnico.[12]

### Películas para la televisión boliviana
Entre 1970 y 1971, Lucho Espinal estuvo a cargo de la dirección del programa En carne viva, serie de documentales a blanco y negro grabados en 16 mm, de 20 minutos de duración, que abordan la problemática social, incluyendo los siguientes títulos:
- La cárcel
- La prostitución
- La droga
- La violencia
- Inmigración
- Hijos sin nombre
- Educación sexual
- Madre soltera
- Alcoholismo
- Sacerdotes obreros
- Delincuencia juvenil
- Inferioridad femenina[12]

### Guiones
Luis Espinal escribió varios guiones para cine, colaborando también en muchos otros. Algunos de los guiones cinematográficos de Espinal aún no realizados son:
- Sangre en el Chaco (1974),
- ¿Qué hacemos? (1977) y
- La Guerra del Pacífico (1979), escrito en colaboración con Oscar Soria.[12]

## El Día de Cine Boliviano, un homenaje a Espinal
El año 2007, el presidente Evo Morales declaró mediante Decreto Supremo n.º 29067 al 21 de marzo como el Día del Cine Boliviano, en conmemoración del aniversario del asesinato de Luis Espinal como un homenaje a la lucha del padre Espinal por los derechos humanos y la democracia en el país, y en reconocimiento a su aporte a la cinematografía de Bolivia.